# Liste der Biografien/Chel
Liste der Biografien |
Portal Biografien |
Personensuche
# |
A |
B |
C |
D |
E |
F |
G |
H |
I |
J |
K |
L |
M |
N |
O |
P |
Q |
R |
S |
T |
U |
V |
W |
X |
Y |
Z |
?
 
Ca |
Cb |
Cc |
Ce |
Ch |
Ci |
Cj |
Ck |
Cl |
Cm |
Cn |
Co |
Cr |
Cs |
Ct |
Cu |
Cv |
Cw |
Cy |
Cz
 
Cha |
Chb |
Che |
Chh |
Chi |
Chk |
Chl |
Chm |
Chn |
Cho |
Chr |
Cht |
Chu |
Chv |
Chw |
Chy
 
Chea |
Cheb |
Chec |
Ched |
Chee |
Chef |
Cheg |
Cheh |
Chei |
Chej |
Chek |
Chel |
Chem |
Chen |
Cheo |
Chep |
Cher |
Ches |
Chet |
Cheu |
Chev |
Chew |
Chey |
Chez
Die Liste der Biografien führt alle Personen auf, die in der deutschsprachigen Wikipedia einen Artikel haben. Dieses ist eine Teilliste mit 61 Einträgen von Personen, deren Namen mit den Buchstaben „Chel“ beginnt.

## Chel

### Chela
- Chela, Juan Ignacio (* 1979), argentinischer Tennisspieler
- Chelanga, Joshua (* 1973), kenianischer Marathonläufer
- Chelanga, Samuel (* 1985), kenianisch-US-amerikanischer Hindernisläufer
- Chelangat, Annet Chemengich (* 1993), ugandische Langstreckenläuferin
- Chelangat, Mercyline (* 1997), ugandische Langstreckenläuferin
- Chelangat, Sarah (* 2001), ugandische Langstreckenläuferin
- Chelangat, Sheila (* 1998), kenianische Langstreckenläuferin
- Chelard, André Hippolyte (1789–1861), französischer Komponist
- Chelaru, Diana Maria (* 1993), rumänische Kunstturnerin

### Chelb
- Chelbo, Amoräer
- Chelby, Carolyn, tunesische Schauspielerin

### Chelc
- Chełchowski, Hilary (1908–1983), polnischer Politiker, Mitglied des Sejm, Minister
- Chelčický, Petr, tschechischer Laientheologe und Reformator

### Chelf
- Chelf, Frank (1907–1982), US-amerikanischer Politiker

### Chelg
- Chelgoufi, Arif, algerischer Skirennläufer

### Cheli
- Cheli, Giovanni (1918–2013), italienischer Geistlicher, Theologe und Diplomat; Kardinal der römisch-katholischen Kirche
- Cheli, Maurizio (* 1959), italienischer Astronaut
- Chelidonis, römische Mätresse
- Chelidonius, Benedictus († 1521), deutscher Humanist und Dichter, Abt des Wiener Schottenstiftes
- Chéliga-Loevy, Maria (1854–1927), polnisch-französische Schriftstellerin und Feministin
- Chelikowsky, James (* 1948), US-amerikanischer Physiker
- Chelimo, Edith (* 1986), kenianische Langstreckenläuferin
- Chelimo, Elias Kemboi (* 1984), kenianischer Marathonläufer
- Chelimo, Nicholas Kipkorir (* 1983), kenianischer Marathonläufer
- Chelimo, Oscar (* 2001), ugandischer Langstreckenläufer
- Chelimo, Paul (* 1990), US-amerikanischer Langstreckenläufer kenianischer Herkunft
- Chelimo, Richard (1972–2001), kenianischer Langstreckenläufer
- Chelimo, Rose (* 1989), bahrainische Langstreckenläuferin kenianischer Herkunft
- Chelimo, Selina Chemunge (* 1973), kenianische Marathonläuferin
- Chelios, Chris (* 1962), US-amerikanischer Eishockeyspieler und -trainerChris Chelios (* 1962)

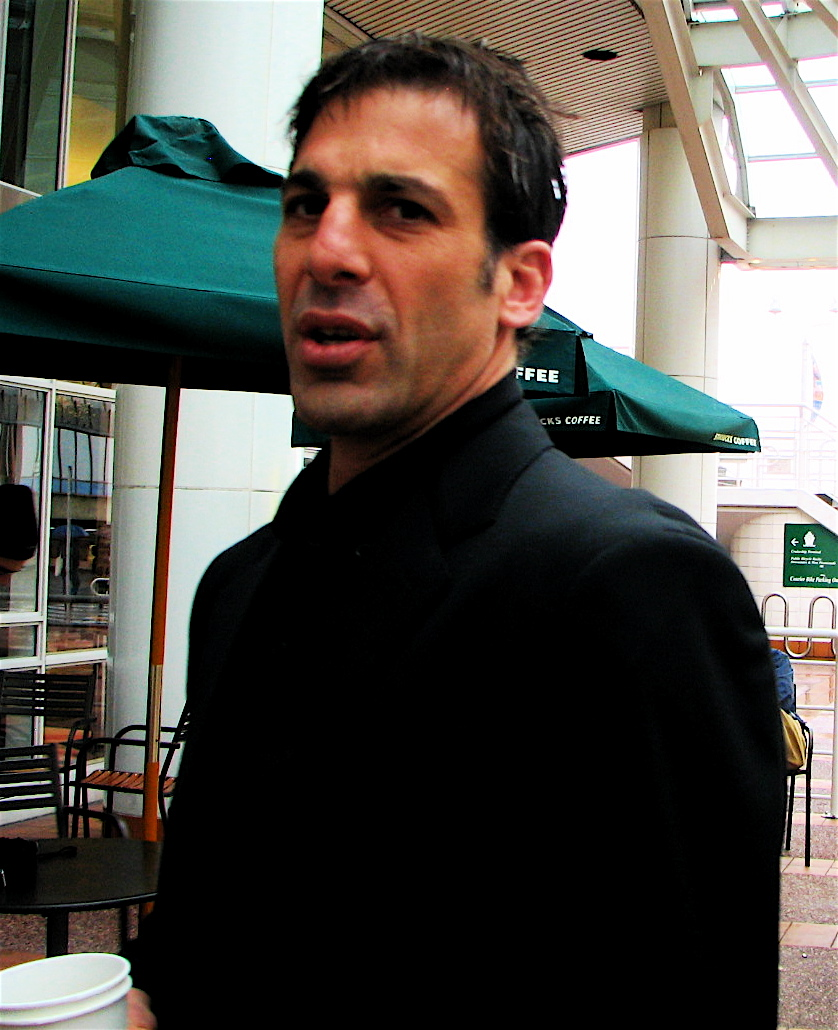
Chris Chelios (* 1962)

- Chelios, Jake (* 1991), US-amerikanischer Eishockeyspieler
- Chelis, griechischer Töpfer
- Chelis-Maler, griechischer Vasenmaler des rotfigurigen Stils
- Chelius, Adolf (1856–1923), deutscher Maler
- Chelius, Franz von (1821–1899), deutscher Chirurg
- Chelius, Georg Kaspar (1761–1828), deutscher Autor, Mathematiker
- Chelius, Johann Christian (1797–1870), bayerischer Landtagsabgeordneter und Verwaltungsbeamter
- Chelius, Johann Philipp (1610–1683), Wetzlarer Stadt- und Geschichtsschreiber
- Chelius, Karl (1857–1906), deutscher Geologe
- Chelius, Karl Heinz (1934–2013), deutscher Klassischer Philologe
- Chelius, Maximilian Joseph von (1794–1876), deutscher Augenarzt und Chirurg
- Chelius, Oskar von (1859–1923), preußischer Generalleutnant, Militärattaché und Komponist

### Chelk
- Chełkowski, August (1927–1999), polnischer Politiker und Physiker

### Chell
- Chellaney, Brahma (* 1962), indischer Geostratege und Publizist
- Chellapah, Charles (1939–1966), indonesischer Fotograf und Kriegsberichterstatter im Vietnamkrieg
- Chelleri, Fortunato (1690–1757), deutsch-italienischer Kapellmeister und Komponist
- Chelli, Alida (1943–2012), italienische Schauspielerin und Sängerin
- Chelli, Carlo (1807–1877), italienischer Bildhauer
- Chelli, Tijani (* 1931), tunesischer Politiker der Sozialistischen Destur-Partei
- Chellini, Amelia (1880–1944), italienische Schauspielerin
- Chellis, John F. († 1883), US-amerikanischer Politiker

### Chelm
- Chelmicki, Julian von (1825–1909), deutscher Rittergutsbesitzer, Mediziner und Politiker, MdR
- Chełmiński, Jan (1851–1925), polnischer Maler
- Chełmoński, Józef (1849–1914), polnischer Maler
- Chelmowski, Kurt (* 1924), deutscher Fußballtorhüter

### Chelo
- Chelogoi, Victor Bushendich (* 1992), kenianischer Marathonläufer

### Chels
- Chelsom, Peter (* 1956), britischer Regisseur, Drehbuchautor

### Chelt
- Chelton, Tsilla (1919–2012), französische Schauspielerin

### Chelu
- Chelule, David (* 1977), kenianischer Langstreckenläufer

### Chelv
- Chelvanayakam, S. J. V. (1898–1977), tamilischer Politiker

### Chely
- Chely, Rudolph Anton (1692–1770), Obrist der Braunschweigischen Armee und Fayancehersteller